# Мичомберо, Мишель
Мишель Мичомберо (рунди и фр. Michel Micombero; 26 августа 1940, Рутову, Бурури, Руанда-Урунди — 16 июля 1983, Могадишо, Сомали) — бурундийский военный и государственный деятель. Первый президент Бурунди в 1966—1976 годах.

## Биография
Родился в бурундийском селении Рутову в провинции Бурури на юго-западе страны в крестьянской семье, и принадлежал к народности тутси.
 Учился в местных католических миссионерских школах. После поступления на военную службу в 1960 году окончил Королевскую военную академию в Брюсселе.
Во время обретения страной независимости был молодым офицером в звании капитана, закончившим бельгийскую Королевскую военную академию в 1962 году. В мае 1962 года он был назначен начальником штаба и первым секретарем национальной обороны.

## Мичомберо и перевороты 1965 и 1966 годов
В октябре 1965 года, став министром обороны Бурунди, сразу столкнулся с попыткой государственного переворота, возглавляемой лидером хуту Жерве Ньянгомой. Мичомберо удалось сплотить армию, состоящую преимущественно из офицеров тутси, вокруг себя и в итоге победить заговорщиков. После чего последовала серия атак на хуту по всей стране, устранившая значительную часть представителей военной и политической элиты из числа хуту.

## Свержение монархии (ноябрь 1966 г.)
Стал премьер-министром 11 июля 1966 года (занимал этот пост до 15 июля 1972 года) и реально управлял страной на фоне формальной власти короля Нтаре V, который сверг своего отца с помощью Мичомберо. 
28 ноября 1966 года произвёл военный переворот, упразднил монархию, провозгласил страну республикой и назначил себя президентом, в декабре 1973 года присвоив себе звание генерал-лейтенанта.
Будучи президентом, соединял идеи африканского социализма, развиваемые президентом соседней Танзании Ньерере, с подражанием практическим мерам правого диктатора соседнего Заира Мобуту и получил поддержку со стороны Китайской Народной Республики. Установил твёрдый режим «закона и порядка», всячески подавляя милитаризм хуту. В стране была введена однопартийная политическая система.
В конце ноября 1966 года, Мичомберо предпринял шаги по улучшению отношению с Руандой, с которым страна имела натянутые отношения.

## Геноцид 1972 года
В 1972 году произошло восстание народности хуту, субсидируемое Танзанией. При поддержке Заира оно было подавлено, и в результате последующих этнических чисток было убито около 150 000 хуту. Ведущая роль Мичомберо в них была очевидна. В 1973 году Мичомберо провозгласил новую конституцию, продлившую его полномочия ещё на 7 лет.

## Свержение режима Мичомберо
Режим становился всё более коррумпированным, а сам президент злоупотреблял алкоголем, становясь всё более неадекватным. В результате он был свергнут в 1976 году в ходе военного переворота, организованного начальником штаба Вооружённых сил Бурунди Жан-Батистом Багазой, принадлежавшим к тому же роду и политической фракции, что и сам президент.
Бежал в Сомали, там в 1982 году получил степень по экономике Сомалийского университета. Скончался в Могадишо от сердечного приступа в 1983 году.
Президент Сомали Мохаммед Сиад Барре объявил трёхдневный траур в связи с кончиной Мичомберо.